# Aufstand der Comuneros
Der Aufstand der Comuneros war im 18. Jahrhundert eine Erhebung der Siedler in Paraguay gegen die Ernennung des Gouverneurs Diego de los Reyes Balmaseda. Im Laufe der Erhebung, die zwischen 1721 und 1735 stattfand, wurden darin mehrere Interessen und Akteure verwickelt. Es ging in dem Aufstand hauptsächlich um die ungeklärte Machtverteilung zwischen den Siedlern und den spanischen Beamten sowie um die Rolle der Jesuiten im Machtapparat. Die Gebiete des heutigen Paraguays hatten schon damals eine für die damalige Zeit sehr ungewöhnliche Tradition der Selbstverwaltung, vor allem dieser Umstand half dabei, den Aufstand zu entfachen und zeitlich gesehen in die Länge zu ziehen.

## Beginn und Ausgang
Durch das Privileg von 1537 war es den Siedlern erlaubt, gegen die Besetzung des Gouverneurspostens Einspruch zu erheben, was die Siedler in diesem Fall auch taten. 1721 wurde der formale Einspruch gegen Diego de los Reyes Balmaseda eingelegt, der sich nach dem Tod des bisherigen Gouverneurs selbst zum Gouverneur aufgeschwungen hatte. Um einen Ausgleich zu finden, wandten sich die Siedler an die nächsthöhere Verwaltungsstufe, den Gerichtshof (Audiencia). Dessen Vertreter, Jose de Antequera, nutzte die Gelegenheit und ernannte sich aufgrund einer Temporalvollmacht selbst zum Gouverneur.
Nun begann die Phase, in der die beiden Kontrahenten, Diego de los Reyes Balmaseda und Jose de Antequera, versuchten, Anhänger zu gewinnen. Vor allem kirchliche Institutionen dienten als mögliche Bündnispartner, Reyes Balmaseda wurde nun von den Siedlern und den Dominikanern unterstützt, die Jesuiten taten sich mit Jose de Antequera zusammen.
Der Aufstand wurde im Jahr 1735 durch die Einnahme von Asunción beendet. Die Jesuiten und die königliche Macht hatten gesiegt. Trotzdem blieb die Position des zukünftigen Gouverneurs schwach, vor allem in entlegenen Provinzen waren den königlichen Beamten die Hände gebunden, und sie konnten nicht alle Maßnahmen durchsetzen.